# Saison 6 de Bones
Chronologie
Saison 5 Saison 7
Cet article présente les vingt-trois épisodes de la sixième saison de la série télévisée américaine Bones.

## Synopsis
Une experte en anthropologie, Temperance Brennan, et son équipe à l'institut Jefferson (une allusion au Smithsonian Institution) est appelée à travailler en collaboration avec le FBI dans le cadre d'enquêtes criminelles, lorsque les méthodes classiques d'identification des corps ont échoué. Temperance travaille à partir des squelettes (d'où son surnom éponyme de la série : Bones, qui signifie « ossements », en anglais). Celle-ci est épaulée par un agent du FBI, Seeley Booth, avec lequel elle entretient des rapports tantôt conflictuels, tantôt complices voire plus. Elle s'appuie également sur son équipe de scientifiques : Angela Monténégro, la meilleure amie de Brennan, qui a inventé un logiciel pour reconstituer une scène de crime en images tridimensionnelles, le Dr Jack Hodgins, expert en insectes, spores et minéraux, le Dr Camille Saroyan, expert légiste, mais surtout la supérieure hiérarchique de Brennan et aussi de plusieurs assistants. Il y a également le Dr Lance Sweets, jeune psychologue qui collabore avec Booth sur les techniques d'interrogatoire et de profilage.

## Distribution

### Acteurs principaux
- Emily Deschanel (VF : Louise Lemoine Torrès) : Dr Temperance « Bones » Brennan
- David Boreanaz (VF : Patrick Borg) : agent spécial Seeley Joseph Booth
- Michaela Conlin (VF : Chantal Baroin) : Angela Montenegro
- T.J. Thyne (VF : Thierry Kazazian) : Dr Jack Hodgins
- Tamara Taylor (VF : Annie Milon) : Dr Camille Saroyan
- John Francis Daley (VF : Damien Ferrette) : Dr Lance Sweets

### Acteurs récurrents
- Katheryn Winnick (VF : Barbara Beretta) : Hannah Burley (7 épisodes)
- Patricia Belcher (VF : Julie Carli) : Caroline Julian (5 épisodes)
- Arnold Vosloo (VF : Éric Herson-Macarel) : Jacob Broadsky (3 épisodes)
- Elon Gold (VF : Constantin Pappas) : Dr Paul Lidner (2 épisodes)
- Ryan O'Neal (VF : Hervé Jolly) : Max Keenan (2 épisodes)
- Tiffany Hines (VF : Jessica Monceau) : Michelle Welton (2 épisodes)
- Ty Panitz : Parker Booth (2 épisodes)
- Billy Gibbons (VF : Thierry Buisson) : le père d'Angela (1 épisode)
- Deirdre Lovejoy (VF : Annie Le Youdec) : Heather Taffet alias « Le Fossoyeur » (1 épisode)

#### Les assistants duDrBrennan
- Michael Terry (VF : Nicolas Beaucaire) : Wendell Bray (6 épisodes)
- Ryan Cartwright (VF : Jérôme Berthoud) : Vincent Nigel-Murray (4 épisodes)
- Eugene Byrd (VF : Pascal Nowak) : Dr Clark Edison (3 épisodes)
- Carla Gallo (VF : Laura Préjean) : Daisy Wick (3 épisodes)
- Joel David Moore (VF : Vincent de Bouard) : Colin Fisher (2 épisodes)
- Pej Vahdat (VF : Jérémy Prévost) : Arastoo Vaziri (2 épisodes)

### Invités
- Scott McNairy : Nœl Liftin

Acteurs principaux de la série dérivée, The Finder, permettant d'introduire l'équipe de cette série :
- Geoff Stults (VF : Thomas Roditi) : Walter Sherman
- Michael Clarke Duncan (VF : Saïd Amadis) : Léo Knox
- Saffron Burrows (VF : Géraldine Asselin) : Ike Latulippe

## Résumé de la saison
La séparation de l'équipe de l'institut Jefferson est interrompue par Caroline Julian, qui rappelle tout le monde, à la rescousse de Camille. En effet, celle-ci a besoin de leur aide pour résoudre une affaire sensible ; sept mois ont donc passé.
Hodgins et Angela reviennent de France et Angela annonce un début de grossesse à Brennan. Sweets renoue avec Daisy, et le Dr Brennan découvre alors que Booth a rencontré quelqu'un en Afghanistan : Hannah Burley, une séduisante journaliste d'investigation qui l'a suivi à Washington pour une enquête dans le milieu politique. Bones accuse le coup et sympathise avec elle, malgré les sentiments qu'elle a toujours pour l'agent du FBI et qu'elle lui avoue alors qu'il est en couple avec Hannah.
L'équipe d'internes se reforme avec également : Wendell Bray, toujours à court d'argent reprend du service immédiatement ; Vincent Nigel-Murray avait fait fortune à un jeu télévisé mais il a tout dilapidé, il réintégrera également l'équipe et Colin Fisher était interné pour grave dépression, mais il a appris à se contrôler, il peut donc sortir et reprendre son travail.
Le Fossoyeur, Heather Taffet, doit être présentée à ses juges à la suite de sa demande d'appel. Elle sera assassinée devant le palais de Justice, et devant un Dr Sweets bouleversé, par un sniper devenu justicier : Jacob Broadsky, une vieille connaissance de Booth. Ce dernier sera l'une des intrigues de cette sixième saison.
Booth demande Hannah en mariage mais celle-ci refuse par conviction, elle est contre le mariage. Le couple se sépare. Bones le soutient dans cette épreuve, mais elle garde ses distances. Lorsque Jacob Broadsky refait surface et tue Vincent, Bones est bouleversée car celui-ci lui a dit avant de mourir « ne m'obligez pas à partir ». Booth tient à la protéger et lui demande de dormir chez lui. Ils passeront la nuit ensemble. Quelque temps après, l'enfant de Hodgins et Angela nait, un garçon. Ce soir-là, le Dr Brennan avoue à Booth qu'elle est enceinte de lui, ce qui le ravit.

## Liste des épisodes
1. Un pour tous…
2. Les Nouveaux Amants
3. Guido on the Rocks
4. Scientifique tous publics
5. Pas d’honneur entre voleurs
6. La Dernière Traversée
7. Chocolat Show
8. Jalousie
9. Le Monde à l’envers
10. Sans contrefaçon
11. Justice divine
12. Femmes sœurs
13. La Valse des sentiments
14. Le Massacre de la Saint-Valentin
15. Redresseur de torts
16. En pleine tempête
17. L’Herbe sous le pied
18. Le Chupacabra
19. La Voix du ciel
20. L’Honnêteté radicale
21. Un cri dans le silence
22. Duel
23. Tous pour un

### Épisode 1:Un pour tous…
- États-Unis /  Canada : 23 septembre 2010 sur FOX / Global
- France : 23 février 2011 sur M6
- Belgique : 23 août 2011 sur RTL-TVI [1]
- Québec : 30 août 2011 sur Séries+

- États-Unis : 9,79 millions de téléspectateurs[2] (première diffusion)
- Canada : 1,876 million de téléspectateurs[3] (première diffusion)
- France : 5,2 millions de téléspectateurs[réf. souhaitée] (première diffusion)

### Épisode 2:Les Nouveaux Amants
- États-Unis /  Canada : 30 septembre 2010 sur FOX / Global
- France : 2 mars 2011 sur M6
- Belgique : 23 août 2011 sur RTL-TVI [1]
- Québec : 6 septembre 2011 sur Séries+

- États-Unis : 9,75 millions de téléspectateurs[4] (première diffusion)
- Canada : 1,845 million de téléspectateurs[5] (première diffusion)
- France : 4,1 millions de téléspectateurs (première diffusion)

### Épisode 3:Guido on the Rocks
- États-Unis /  Canada : 7 octobre 2010 sur FOX / Global
- France : 9 mars 2011 sur M6
- Belgique : 30 août 2011 sur RTL-TVI [6]
- Québec : 13 septembre 2011 sur Séries+

- États-Unis : 9,24 millions de téléspectateurs[7] (première diffusion)
- Canada : 1,71 million de téléspectateurs[8] (première diffusion)
- France : 4,05 millions de téléspectateurs (première diffusion)

### Épisode 4:Scientifique tous publics
- États-Unis /  Canada : 14 octobre 2010 sur FOX / Global
- France : 1er avril 2011 sur M6[9],[10]
- Belgique : 30 août 2011 sur RTL-TVI [6]
- Québec : 20 septembre 2011 sur Séries+

- États-Unis : 9,58 millions de téléspectateurs[11] (première diffusion)
- Canada : 1,848 million de téléspectateurs[12] (première diffusion)
- France : 5,14 millions de téléspectateurs (première diffusion)

- David Alan Grier (Bunsen Jude, le Prof de Sciences)
- Lisa Marcos (Janet LeBlanc, chasseur de primes)

### Épisode 5:Pas d’honneur entre voleurs
- États-Unis /  Canada : 4 novembre 2010 sur FOX / Global
- France : 1er avril 2011 sur M6[9],[10]
- Belgique : 6 septembre 2011 sur RTL-TVI [13]
- Québec : 27 septembre 2011 sur Séries+

- États-Unis : 9,26 millions de téléspectateurs[14] (première diffusion)
- Canada : 1,449 million de téléspectateurs[15] (première diffusion)
- France : 5,08 millions de téléspectateurs (première diffusion)

### Épisode 6:La Dernière Traversée
- États-Unis /  Canada : 11 novembre 2010 sur FOX / Global
- France : 8 avril 2011 sur M6[10]
- Belgique : 6 septembre 2011 sur RTL-TVI [13]
- Québec : 4 octobre 2011 sur Séries+

- États-Unis : 9,2 millions de téléspectateurs[16] (première diffusion)
- Canada : 1,618 million de téléspectateurs[17] (première diffusion)
- France : 4,33 millions de téléspectateurs (première diffusion)

### Épisode 7:Chocolat Show
- États-Unis /  Canada : 18 novembre 2010 sur FOX / Global
- France : 8 avril 2011 sur M6[10]
- Belgique : 13 septembre 2011 sur RTL-TVI [18]
- Québec : 11 octobre 2011 sur Séries+

- États-Unis : 9,4 millions de téléspectateurs[19] (première diffusion)
- Canada : 1,713 million de téléspectateurs[20] (première diffusion)
- France : 4,44 millions de téléspectateurs (première diffusion)

- Wayne Knight (Jimmy Walpert)
- Fred Koehler (Scott Kimper)

### Épisode 8:Jalousie
- États-Unis /  Canada : 2 décembre 2010 sur FOX / Global
- France : 15 avril 2011 sur M6[10]
- Belgique : 13 septembre 2011 sur RTL-TVI [18]
- Québec : 18 octobre 2011 sur Séries+

- États-Unis : 8,83 millions de téléspectateurs[21] (première diffusion)
- Canada : 1,677 million de téléspectateurs[22] (première diffusion)
- France : 4,36 millions de téléspectateurs (première diffusion)

### Épisode 9:Le Monde à l’envers
- États-Unis /  Canada : 9 décembre 2010 sur FOX / Global
- France : 22 avril 2011 sur M6[10]
- Belgique : 20 septembre 2011 sur RTL-TVI [23]
- Québec : 25 octobre 2011 sur Séries+

- États-Unis : 8,36 millions de téléspectateurs[24] (première diffusion)
- Canada : 1,815 million de téléspectateurs[25] (première diffusion)
- France : 4,78 millions de téléspectateurs (première diffusion)

- Enrico Colantoni (Micah Leggat)
- Francis Capra (Antony Truxton aka Rhino)

- Enrico Colantoni et Francis Capra qui interprétaient chacun un personnage dans la série télévisée Veronica Mars, apparaissent dans cet épisode.
- C'est le premier épisode où Bones déclare ses sentiments à Booth en prenant conscience qu'elle ne veut pas avoir de regrets.

### Épisode 10:Sans contrefaçon
- États-Unis /  Canada : 20 janvier 2011 sur FOX / Global
- France : 29 avril 2011 sur M6[10]
- Belgique : 20 septembre 2011 sur RTL-TVI [23]
- Québec : 1er novembre 2011 sur Séries+

- États-Unis : 10,55 millions de téléspectateurs[26] (première diffusion)
- Canada : 1,432 million de téléspectateurs[27] (première diffusion)
- France : 5,09 millions de téléspectateurs (première diffusion)

### Épisode 11:Justice divine
- États-Unis /  Canada : 27 janvier 2011 sur FOX / Global
- France : 6 mai 2011 sur M6[10]
- Belgique : 27 septembre 2011 sur RTL-TVI [28]
- Québec : 8 novembre 2011 sur Séries+

- États-Unis : 12,05 millions de téléspectateurs[29] (première diffusion)
- Canada : 1,854 million de téléspectateurs[30] (première diffusion)
- France : 3,79 millions de téléspectateurs[31] (première diffusion)

- Deirdre Lovejoy (Heather Taffet / Le Fossoyeur)
- Arnold Vosloo (Jacob Broadsky)
- Ryan O'Neal (Max Keenan)
- Patricia Belcher (Caroline Julian)

### Épisode 12:Femmes sœurs
- États-Unis /  Canada : 3 février 2011 sur FOX / Global
- France : 6 mai 2011 sur M6[10]
- Belgique : 27 septembre 2011 sur RTL-TVI [28]
- Québec : 15 novembre 2011 sur Séries+

- États-Unis : 10,2 millions de téléspectateurs[32] (première diffusion)
- Canada : 1,484 million de téléspectateurs[33] (première diffusion)
- France : 5 millions de téléspectateurs[34] (première diffusion)

### Épisode 13:La Valse des sentiments
- États-Unis /  Canada : 10 février 2011 sur FOX / Global
- France : 13 mai 2011 sur M6[10]
- Belgique : 4 octobre 2011 sur RTL-TVI [35]
- Québec : 22 novembre 2011 sur Séries+

- États-Unis : 9,94 millions de téléspectateurs[36] (première diffusion)
- Canada : 1,357 million de téléspectateurs[37] (première diffusion)
- France : 4,66 millions de téléspectateurs (première diffusion)

- Scott McNairy (Nœl Liftin)

### Épisode 14:Le Massacre de la Saint-Valentin
- États-Unis /  Canada : 17 février 2011 sur FOX / Global
- France : 20 mai 2011 sur M6[10]
- Belgique : 4 octobre 2011 sur RTL-TVI [35]
- Québec : 29 novembre 2011 sur Séries+

- États-Unis : 9,84 millions de téléspectateurs[38] (première diffusion)
- France : 4,56 millions de téléspectateurs (première diffusion)

- Peter Paige (l'assistant)

### Épisode 15:Redresseur de torts
- États-Unis /  Canada : 10 mars 2011 sur FOX / Global
- France : 27 mai 2011 sur M6[10]
- Belgique : 11 octobre 2011 sur RTL-TVI [39]
- Québec : 6 décembre 2011 sur Séries+

- États-Unis : 10,49 millions de téléspectateurs[40] (première diffusion)
- Canada : 1,154 million de téléspectateurs[41] (première diffusion)
- France : 4,41 millions de téléspectateurs (première diffusion)

- Arnold Vosloo (Jacob Broadsky)
- Billy Gibbons (Père d'Angela)
- Patricia Belcher (Caroline Julian)
- Marisa Ramirez (Paula Ashwaldt)

### Épisode 16:En pleine tempête
- États-Unis /  Canada : 17 mars 2011 sur FOX / Global
- France : 3 juin 2011 sur M6[10]
- Belgique : 11 octobre 2011 sur RTL-TVI [39]
- Québec : 13 décembre 2011 sur Séries+

- États-Unis : 11,61 millions de téléspectateurs[42] (première diffusion)
- Canada : 1,569 million de téléspectateurs[43] (première diffusion)
- France : 3,87 millions de téléspectateurs (première diffusion)

### Épisode 17:L’Herbe sous le pied
- États-Unis /  Canada : 7 avril 2011 sur FOX / Global
- France : 10 juin 2011 sur M6[10]
- Belgique : 18 octobre 2011 sur RTL-TVI [44]
- Québec : 20 décembre 2011 sur Séries+

- États-Unis : 10,58 millions de téléspectateurs[45] (première diffusion)
- Canada : 1,396 million de téléspectateurs[46] (première diffusion)
- France : 4,54 millions de téléspectateurs (première diffusion)

- Michael Welch (Norman Hayes)
- Scott Lowell (Dr Sidemore, podiatre)

- Scott Lowell qui interprète le podiatre dans cet épisode ainsi que Peter Paige, qui interprète l'assistant de l'organisatrice de mariage dans l'épisode 14 de cette saison ont tous les deux interprété des personnages principaux de la série Queer as Folk.
- Épisode inspiré de la découvert des pieds humains dans la mer des Salish.

### Épisode 18:Le Chupacabra
- États-Unis /  Canada : 14 avril 2011 sur FOX / Global
- France : 17 juin 2011 sur M6[10]
- Belgique : 18 octobre 2011 sur RTL-TVI [44]
- Québec : 27 décembre 2011 sur Séries+

- États-Unis : 11,45 millions de téléspectateurs[47] (première diffusion)
- Canada : 1,477 million de téléspectateurs[48] (première diffusion)
- France : 4,58 millions de téléspectateurs (première diffusion)

- Kevin Will (Randy Shepard)

### Épisode 19:La Voix du ciel
- États-Unis /  Canada : 21 avril 2011 sur FOX / Global
- France : 24 juin 2011 sur M6[10]
- Belgique : 27 novembre 2012 sur RTL-TVI
- Québec : 3 janvier 2012 sur Séries+

- États-Unis : 10,96 millions de téléspectateurs[49] (première diffusion)
- Canada : 1,327 million de téléspectateurs[50] (première diffusion)
- France : 4,45 millions de téléspectateurs (première diffusion)

- Geoff Stults (Walter Sherman)
- Michael Clarke Duncan (Leo Knox)
- Saffron Burrows (Ike Latulippe)
- Danny Trejo (Eddie, l'évêque)
- Mini Anden (Brittany Stephenson)
- Suzie Plakson (Rosalind Bassa)

- M6 a arrêté la diffusion française de la série après cet épisode[51] pour reprendre le 22 septembre 2011[52].
- Initialement, le titre de l'épisode devait être : Le Troisième Œil, mais M6 a décidé de le changer quelques jours avant la diffusion[10].
- L'épisode 19 ne sera diffusé sur RTL-TVI que le 27 novembre 2012 pour permettre le lancement de la série dérivée The Finder.

### Épisode 20:L’Honnêteté radicale
- États-Unis /  Canada : 28 avril 2011 sur FOX / Global
- France : 22 septembre 2011 sur M6[10]
- Belgique : 25 octobre 2011 sur RTL-TVI [53]
- Québec : 10 janvier 2012 sur Séries+

- États-Unis : 9,7 millions de téléspectateurs[54] (première diffusion)
- France : 4,3 millions de téléspectateurs (première diffusion)

### Épisode 21:Un cri dans le silence
- États-Unis /  Canada : 5 mai 2011 sur FOX / Global
- France : 29 septembre 2011 sur M6[10]
- Belgique : 25 octobre 2011 sur RTL-TVI [53]
- Québec : 17 janvier 2012 sur Séries+

- États-Unis : 10,94 millions de téléspectateurs[55] (première diffusion)
- Canada : 1,461 million de téléspectateurs[56] (première diffusion)
- France : 4,6 millions de téléspectateurs (première diffusion)

- McKenzie Applegate (Amy, la jeune fille sourde)

### Épisode 22:Duel
- États-Unis /  Canada : 12 mai 2011 sur FOX / Global
- France : 6 octobre 2011 sur M6[10]
- Belgique : 1er novembre 2011 sur RTL-TVI [57]
- Québec : 24 janvier 2012 sur Séries+

- Mise en scène : Carla Kettner et Karyn Usher
- Histoire : Carla Kettner

- États-Unis : 10,48 millions de téléspectateurs[58] (première diffusion)
- Canada : 1,389 million de téléspectateurs[59] (première diffusion)
- France : 5 millions de téléspectateurs (première diffusion)

- Arnold Vosloo (Jacob Broadsky)
- Tina Majorino (Agent Genny Shaw)

### Épisode 23:Tous pour un
- États-Unis /  Canada : 19 mai 2011 sur FOX / Global
- France : 13 octobre 2011 sur M6[10]
- Belgique : 1er novembre 2011 sur RTL-TVI [57]
- Québec : 31 janvier 2012 sur Séries+[60]

- États-Unis : 9,83 millions de téléspectateurs[61] (première diffusion)
- Canada : 1,643 million de téléspectateurs[62] (première diffusion)
- France : 5,05 millions de téléspectateurs (première diffusion)

- Kevin Alejandro (Hercules Maldonado)
- Annalise Basso (Amber Tremblay)

## Réception

### Audiences en France
| Épisodes                              | Chaîne | Date de diffusion (2011)    | Audiences (en millions de téléspectateurs) | Part d'audiences globales |
| ------------------------------------- | ------ | --------------------------- | ------------------------------------------ | ------------------------- |
| 1 - Un pour tous…                     | M6     | Mercredi 23 février à 20h45 | 5 183 000                                  | 19,4 %                    |
| 2 - Les Nouveaux amants               | M6     | Mercredi 2 mars à 20h45     | 4 153 000                                  | 15,2 %                    |
| 3 - Guido on the Rocks                | M6     | Mercredi 9 mars à 20h45     | 4 057 000                                  | 15,1 %                    |
| 4 - Scientifique tous publics         | M6     | Vendredi 1er avril à 20h45  | 5 137 000                                  | 20,6 %                    |
| 5 - Pas d’honneur entre les voleurs   | M6     | Vendredi 1er avril à 21h35  | 5 084 000                                  | 21,2 %                    |
| 6 - La Dernière Traversée             | M6     | Vendredi 8 avril à 20h45    | 4 300 000                                  | 18 %                      |
| 7 - Chocolat Show                     | M6     | Vendredi 8 avril à 21h35    | 4 400 000                                  | 18 %                      |
| 8 - Jalousie                          | M6     | Vendredi 15 avril à 20h45   | 4 368 000                                  | 17,6 %                    |
| 9 - Le Monde à l'envers               | M6     | Vendredi 22 avril à 20h45   | 4 786 000                                  | 21,7 %                    |
| 10 - Sans contrefaçon                 | M6     | Vendredi 29 avril à 20h45   | 5 095 000                                  | 21,5 %                    |
| 11 - Justice divine                   | M6     | Vendredi 6 mai à 22h25      | 3 790 000                                  | 19,99 %                   |
| 12 - Femmes sœurs                     | M6     | Vendredi 6 mai à 20h45      | 5 008 000                                  | 21,8 %                    |
| 13 - La Valse des sentiments          | M6     | Vendredi 13 mai à 20h45     | 4 659 000                                  | 20,2 %                    |
| 14 - Le Massacre de la Saint-Valentin | M6     | Vendredi 20 mai à 20h45     | 4 558 000                                  | 18,8 %                    |
| 15 - Redresseur de torts              | M6     | Vendredi 27 mai à 20h45     | 4 414 000                                  | 18,6 %                    |
| 16 - En pleine tempête                | M6     | Vendredi 3 juin à 20h45     | 3 873 000                                  | 16,9 %                    |
| 17 - L’Herbe sous le pied             | M6     | Vendredi 10 juin à 20h45    | 4 542 000                                  | 18,8 %                    |
| 18 - Le Chupacabra                    | M6     | Vendredi 17 juin à 20h45    | 4 584 000                                  | 19,7 %                    |
| 19 - La Voix du ciel                  | M6     | Vendredi 24 juin à 20h45    | 4 450 000                                  | 20,4 %                    |
| 20 - L’Honnêteté radicale             | M6     | Jeudi 22 septembre à 20h45  | 4 350 000                                  | 17,3 %                    |
| 21 - Un cri dans le silence           | M6     | Jeudi 29 septembre à 20h45  | 4 600 000                                  | 18 %                      |
| 22 - Duel                             | M6     | Jeudi 6 octobre à 20h45     | 5 000 000                                  | 19 %                      |
| 23 - Tous pour un                     | M6     | Jeudi 13 octobre à 20h45    | 5 049 000                                  | 18,6 %                    |

## Informations sur le coffretDVD
- Intitulé du coffret : Bones - The Complete Sixth Season (zone 1) / Bones - saison 6 (zone 2)
- Éditeur : 20th Century Fox
- Nombres d'épisodes : 23
- Nombres de disques : 6
- Format d'image : Couleur, plein écran, 1,78 : 1, 16/9 (compatible 4/3), Box set, NTSC (zone 1) / PAL (zone 2)
- Audio : Dolby Digital 5.1 (zone 1) / Dolby Digital 2.0 (zone 2)
- Langues : Anglais, Français
- Sous-titres : Anglais, Espagnol, Français
- Durée : 1000 minutes
- Bonus : 2 commentaires audio (The Doctor in the Photo et The Blackout in the Blizzard) ; versions longues d'épisodes (The Daredevil in the Mold et The Bikini in the Soup) ; bêtisier ; reportage sur les effets visuels ; The Killing Pilot Episode
- Dates de sortie :
- États-Unis : 11 octobre 2011[64]
- France : 29 février 2012